# Чорба
Чорба (на турски: çorba от араб. شوربة‎ – шорба) е вид ястие, приготвено чрез термична обработка на месо, зеленчуци, риба и др., подобно на супа.
За разлика от супите чорбите се запържват (с мазнина, червен пипер и брашно за сгъстяване и овкусяване) няколко минути преди да е готово ястието.
Думата произхожда от персийски, в България се счита за привнесена от тюркски език (çorba), като в българския език има много оригинално персийски/древноирански думи според една от версиите за произхода ни. Традиционно ястие на Балкански полуостров и сред тюркските народи.
Напоследък все по-често чорбата се третира като специфична балканска и ориенталска супа.
Това е свързано с европеизирането и глобализирането на кулинарните традиции, при които всички течни предястия (или ястия) се наричат супи, а наименованията на специфичните национални се разглеждат като различни варианти (рецепти) за супи. Българите и балканските народи обаче все още правят разлика между супи и чорби, и все още спазват традиционната езикова конвергенция, при която двете храни се разглеждат като различни по вид предястия.
Отношението към това дали супата, и в частност – чорбата – е така нареченото първо ястие според българските, балкански и източни традиции, или предястие, какъвто е американският, а напоследък и „проевропейският“ възглед все още е равнозначно. Няма установена норма.
Традиционалистите, възприемат супата като първо блюдо от обедно ястие. Неологистите, настояват, че ястие е само основното блюдо (или комбинация от блюда), а всички предхождащи са предястия, включително течните такива (супи, бульони, чорби).